# Negotino
Negotino (în macedoneană Неготино) este un oraș din Republica Macedonia.

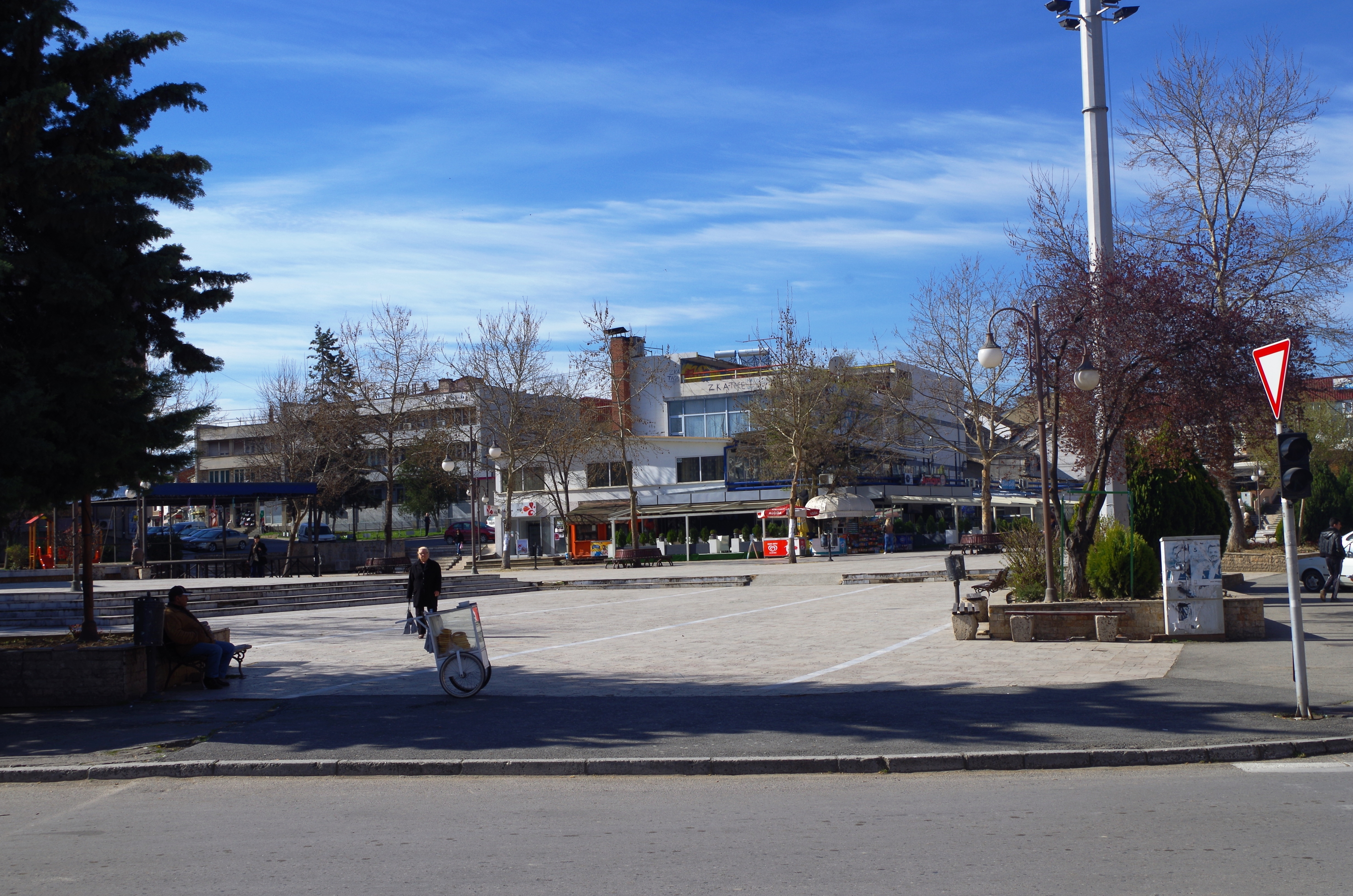